# Surbjörnbär
Surbjörnbär (Rubus sulcatus) är en rosväxtart som beskrevs av Lorenz Chrysanth von Vest och Leopold Trattinnick. Surbjörnbär ingår i släktet rubusar, och familjen rosväxter. Inga underarter finns listade i Catalogue of Life.

## Bildgalleri

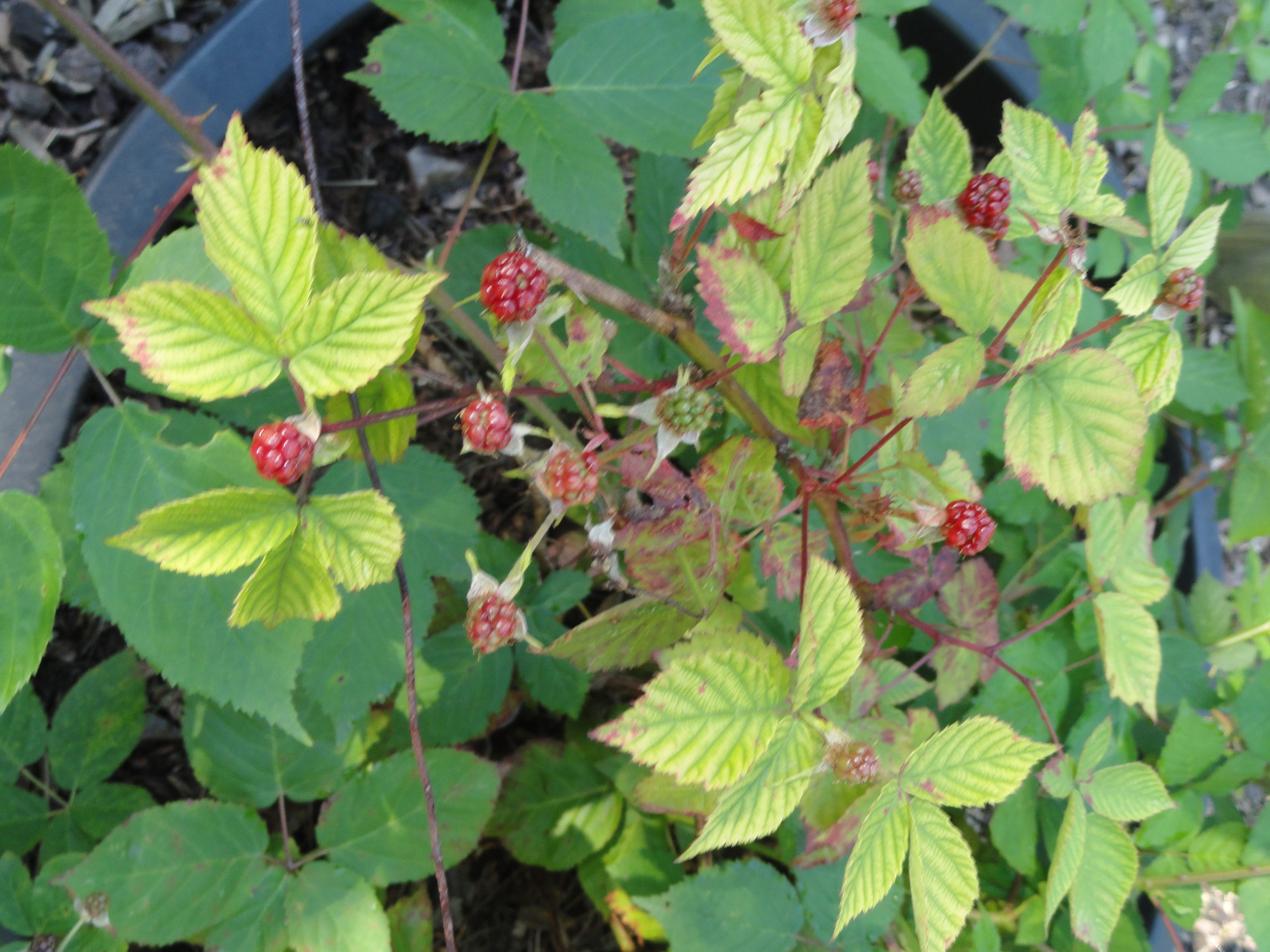